# Bircágtanya
Bircágtanya (románul: Fânațele Silivașului) település Romániában, Beszterce-Naszód megyében.

## Fekvése
Mezőszilvás mellett fekvő település.

## Története
Bircágtanya korábban Mezőszilvás része volt. 1910-ben 196 lakosából 195 román, 1 magyar volt. 1956-ban és 1966-ban is 318, 1977-ben 198, 1992-ben 114, a 2002-es népszámláláskor pedig 108 román lakosa volt.

## Látnivalók
- Szent Mihály és Gábriel arkangyaloknak szentelt ortodox fatemploma a 17. században épült; a romániai műemlékek jegyzékén a BN-II-m-B-01655 számon szerepel.[2]